# Reiner Süß
Reiner Süß (* 2. Februar 1930 in Chemnitz; † 29. Januar 2015 in Friedland (Mecklenburg)) war ein deutscher Kammersänger (Bass), Entertainer und Politiker (SPD).

## Leben
Süß besuchte die Thomasschule in Leipzig und studierte unter anderem bei Hans Lissmann Gesang. Er war Mitglied des Leipziger Thomanerchors. Ab 1953 wurde Süß an den Leipziger Rundfunkchor verpflichtet. Sein Bühnendebüt gab Süß im Jahre 1956 in Bernburg als Njegus in der Lustigen Witwe. Im folgenden Jahr wurde Süß an das Landestheater Halle engagiert. Seit 1959 war er Mitglied der Deutschen Staatsoper im Rollenfach eines Bassbuffo.
Im Jahre 1962 erhielt er den Titel Kammersänger. Wichtige Rollen waren der Ochs auf Lerchenau im Rosenkavalier, Bartolo im Barbier von Sevilla und Falstaff. Süß trat auch in Inszenierungen zeitgenössischer Opern auf, so in der Titelrolle von Paul Dessaus Puntila und als Kowaljow in Schostakowitschs Oper Die Nase. Im Jahre 1967 wurde er mit dem Nationalpreis der DDR ausgezeichnet. Große Erfolge feierte er an der Wiener Staatsoper und der Pariser Oper. Einem breiten Publikum bekannt wurde er als Moderator der DDR-Fernsehsendung Da liegt Musike drin, die von 1968 bis 1985 ausgestrahlt wurde.
1998 verabschiedete sich Süß von den großen Opernhäusern. Seitdem nahm er verschiedene Engagements an kleineren Bühnen an. So trat er zum Beispiel in den Jahren 2003/2004 im Anhaltischen Theater Dessau als Ollendorf im Bettelstudent auf. Weitere Auftritte in Eisenhüttenstadt, Putbus und weiteren Orten in den neuen Bundesländern nahm er „aus Lust an der Sache“ wahr.
Süß veröffentlichte eine Vielzahl von Schallplatten und CDs mit von ihm interpretierten Opernarien und Liedern.
Seit Mai 1990 war er Mitglied der Sozialdemokratischen Partei Deutschlands. Er wurde im Mai 1990 Mitglied der Ost-Berliner Stadtverordnetenversammlung und war von 1991 bis 1995 Mitglied des Abgeordnetenhauses von Berlin.
Reiner Süß war seit 1955 mit Renate Süß verheiratet. Aus der Beziehung entstammen der Sohn Dario Süß, der ebenfalls Opernsänger ist, und die Tochter Patricia Schwab, die als Flötistin tätig ist. Seit 1960 hatte Süß seinen Wohnsitz in Berlin-Mahlsdorf. Süß starb, vier Tage vor seinem 85. Geburtstag, in einem Pflegeheim in Friedland. Sein Grab befindet sich auf dem Waldkirchhof Mahlsdorf in Berlin.

## Werke
- Da lag Musike drin. Erinnerungen. Lehmstedt, Leipzig 2010, ISBN 978-3-937146-82-9.